# Daniel Plaza
Daniel Plaza Montero (El Prat de Llobregat, Barcelona, España, 7 de marzo de 1966) es un atleta español especializado en la prueba de marcha atlética. Fue campeón olímpico en los 20 km marcha de Barcelona 1992. 

## Carrera
Daniel Plaza inició su dilatada carrera deportiva consiguiendo ser campeón de España en todas las categorías en las que participó, posee además el récord nacional en todas las distancias, ostentando todavía los récords nacionales de 20 km júnior y 1 h en pista.
Sus logros a nivel Internacional empezarían con la consecución de la medalla de Plata en el Europeo Júnior de Cottbus (Alemania) en 1985. Se retiró del deporte profesional en el año 2000. 
Ha participado en un total de cuatro Campeonatos del Mundo, tres Europeos y en tres Juegos Olímpicos. Precisamente en Barcelona 1992 conseguiría su más valioso trofeo, el de Campeón Olímpico en la distancia de 20 km marcha. Plaza logró de esta manera ser el primer atleta español en conseguir una medalla de oro en unos Juegos Olímpicos en esa disciplina y en atletismo. En los JJ. OO. de Atlanta en 1996 se clasificó en décimo lugar y el los juegos olímpicos de Seúl 88 en 9 lugar.
Anteriormente, en los Campeonatos de Europa de Split en 1990 conseguiría nuevamente una medalla de Plata, consiguiendo además en el Campeonato Mundial de Atletismo de 1993 en Stuttgart, la medalla de bronce.
Estas  medallas en Campeonatos de Europa, Mundiales y Juegos Olímpicos le otorgan el honor de ser el primer atleta español de todos los tiempos en conseguir medallas en las tres competiciones más importantes al aire libre.
Ha sido, además, cuatro veces campeón de España Absoluto de 20 km y una en la prueba de los 50 km.
Ha sido además medallista en los Juegos del Mediterráneo de Latakia 1987 y Atenas 1991 (tercero y segundo, respectivamente) y en los Juegos Iberoamericanos de 1988, celebrados en México, ocupando el tercer puesto. 
En total ha sido 34 veces internacional en la categoría absoluta y 25 en categorías inferiores. Todo ello propició que el Consejo Superior de Deportes le otorgara la Medalla de Oro de la Real Orden del Mérito Deportivo en 1994, considerado el máximo galardón del deporte nacional.

## Carrera política
En las elecciones municipales de 2007, Daniel Plaza fue elegido concejal de Torrevieja por el Partido Popular. Fue el gran impulso de lo que es la ciudad deportiva de Torrevieja. En su etapa se construyeron: La Ciudad de Tenis, 7 pistas de tenis y 6 pistas de pádel, el gimnasio municipal, 3 campos de fútbol de césped artificial y una piscina descubierta de 25 m. Además, diseña las subvenciones a entidades deportivas y a deportistas de élite y crea el Consejo Municipal de Deportes. Dimite como concejal en diciembre de 2012, en relación a la polémica generada tras descubrirse llamadas a números de contactos desde su teléfono oficial, que negó haber realizado.

## Premios, reconocimientos y distinciones
- Medalla de Oro de la Real Orden del Mérito Deportivo, otorgada por el Consejo Superior de Deportes (1994)[12]